# Ludwig Persius
Friedrich Ludwig Persius (Potsdam, 1803 – 1845) è stato un architetto tedesco.
Nel 1821 realizzò la chiesa e il castello dei nobili Potocki a Cracovia; il suo capolavoro rimane però il castello di Charlottenhof (1835).